# St. Joseph und Medardus

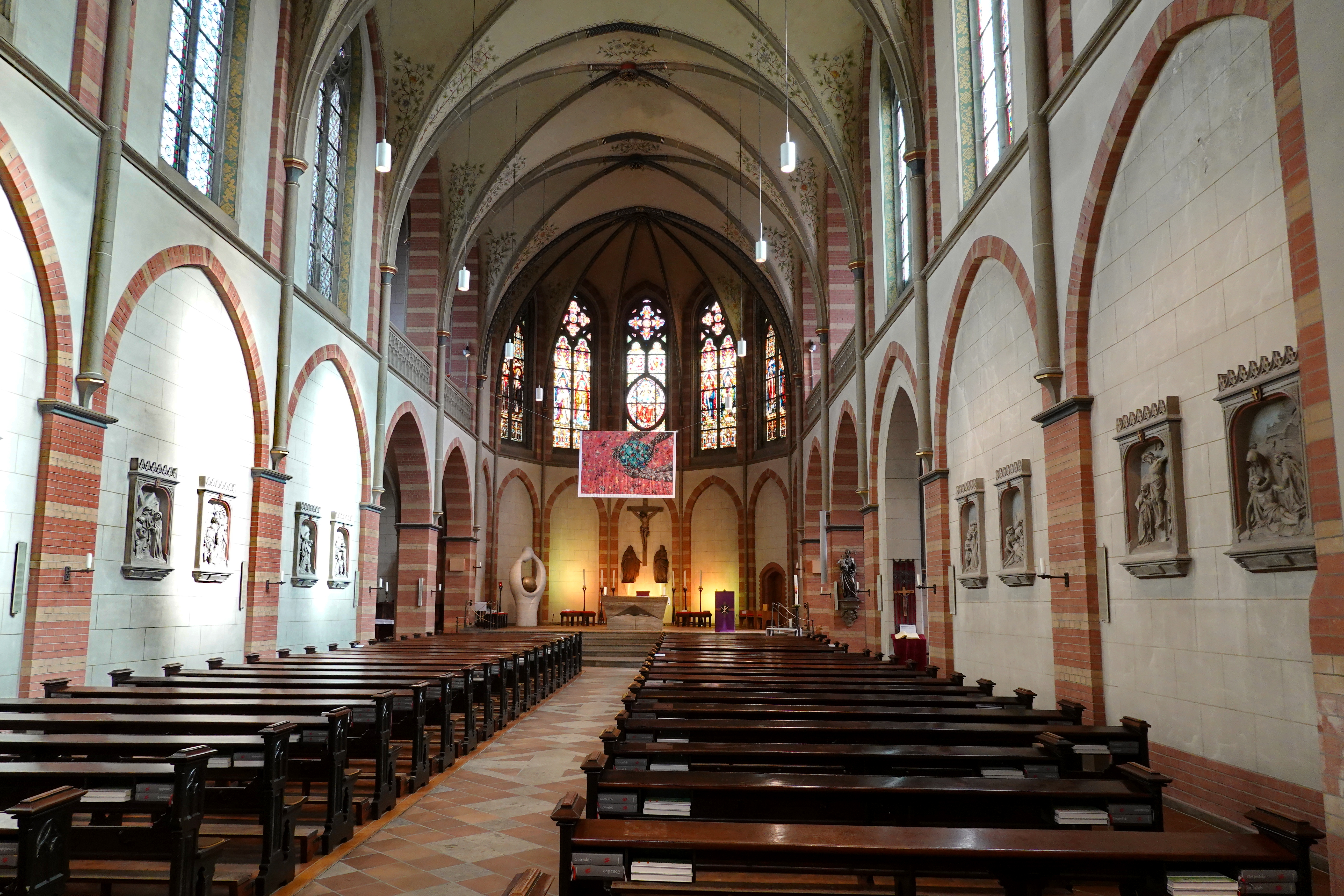
Innenraum der Kirche im März 2024

St. Josef und Medardus ist die römisch-katholische Pfarrkirche Lüdenscheids, welche architektonisch sehr bedeutend ist und 1986 unter Denkmalschutz gestellt wurde.

## Geschichte und Architektur
Architekt Arnold Güldenpfennig, damaliger Paderborner Diözesanbaumeister und Geheimer Baurat, entwarf den 1882 bis 1885 am Sauerfeld errichteten Kirchenbau im Stil der norddeutschen Backsteingotik mit Werksteinzier. Es entstand eine neugotische Saalkirche mit Kreuzrippengewölben und einem zweischiffigen Querhaus mit Emporen nebst Chorjoch und Chor im 5/8-Schluss, der von Nadeltürmen begleitet wird. An der Südostseite der Kirche entstand eine sechseckige Taufkapelle unter einem Zeltdach.
Das neue Kirchengebäude ersetzte die höchstens 150 Personen Platz bietende kleine Kreuzkapelle im Bereich des heutigen Sternplatzes, welche nach ihrer Neugründung zu Beginn des 19. Jahrhunderts von der katholischen Gemeinde Lüdenscheids genutzt wurde.
1882 legte Pfarrer Herdes den Grundstein zur Pfarrkirche St. Joseph und Medardus. Unter Pfarrer Meyer erfolgte 1885 die Fertigstellung des Kirchengebäudes. Die Weihe der Pfarrkirche fand erst sechs Jahre später im Jahr 1891 statt. Der Abbruch der 1471 errichteten „kleinen Kreuzkapelle“ erfolgte 1887. Die barocke Kreuzigungsgruppe aus der Kreuzkapelle fand in der neu errichteten Kirche im Chor hinter dem Altar ihren neuen Platz. 1890 zählte die Gemeinde etwa 3000 Mitglieder. Architekt Johannes Franziskus Klomp fertigte 1904 vierzehn Entwürfe für eine Erweiterung des Kirchengebäudes an, zu deren Ausführung es jedoch nicht kam.
Zunächst besaß St. Joseph und Medardus nur einen Dachreiter. Der beeindruckende satteldachbekrönte Turm (54,15 Meter), ebenfalls mit Architekturdetails der Backsteingotik, aber vor allem solchen des Expressionismus, entstand nach den Plänen des Architekten Robert Lamm zwischen 1927 und 1929. Er vollendete seinerzeit neben den Türmen von Erlöserkirche und Christuskirche die Silhouette Lüdenscheids. In dem Turm wurden vier Glocken installiert, deren Weihe am 29. Januar 1927 und 22. Juli 1928 feierlich erfolgte. In die Geschichte gingen die Glocken als „Salve-Regina-Geläut“ ein. Ebenfalls zu dieser Zeit wurde die Taufkapelle mit einem kleinen Seiteneingang angebaut.
1942 wurde das Geläut zu Rüstungszwecken eingeschmolzen. Am letzten Kriegstag des Zweiten Weltkriegs wurde die Pfarrkirche von einer Granate getroffen. Heute trägt der Turm ein vierstimmiges Sonderbronzegeläut aus Brilon in der Tonfolge as°-c′-e′-ges′. Die beiden kleinen Glocken wurden 1947 und die beiden großen Glocken 1948 gegossen.

## Kirchenfenster

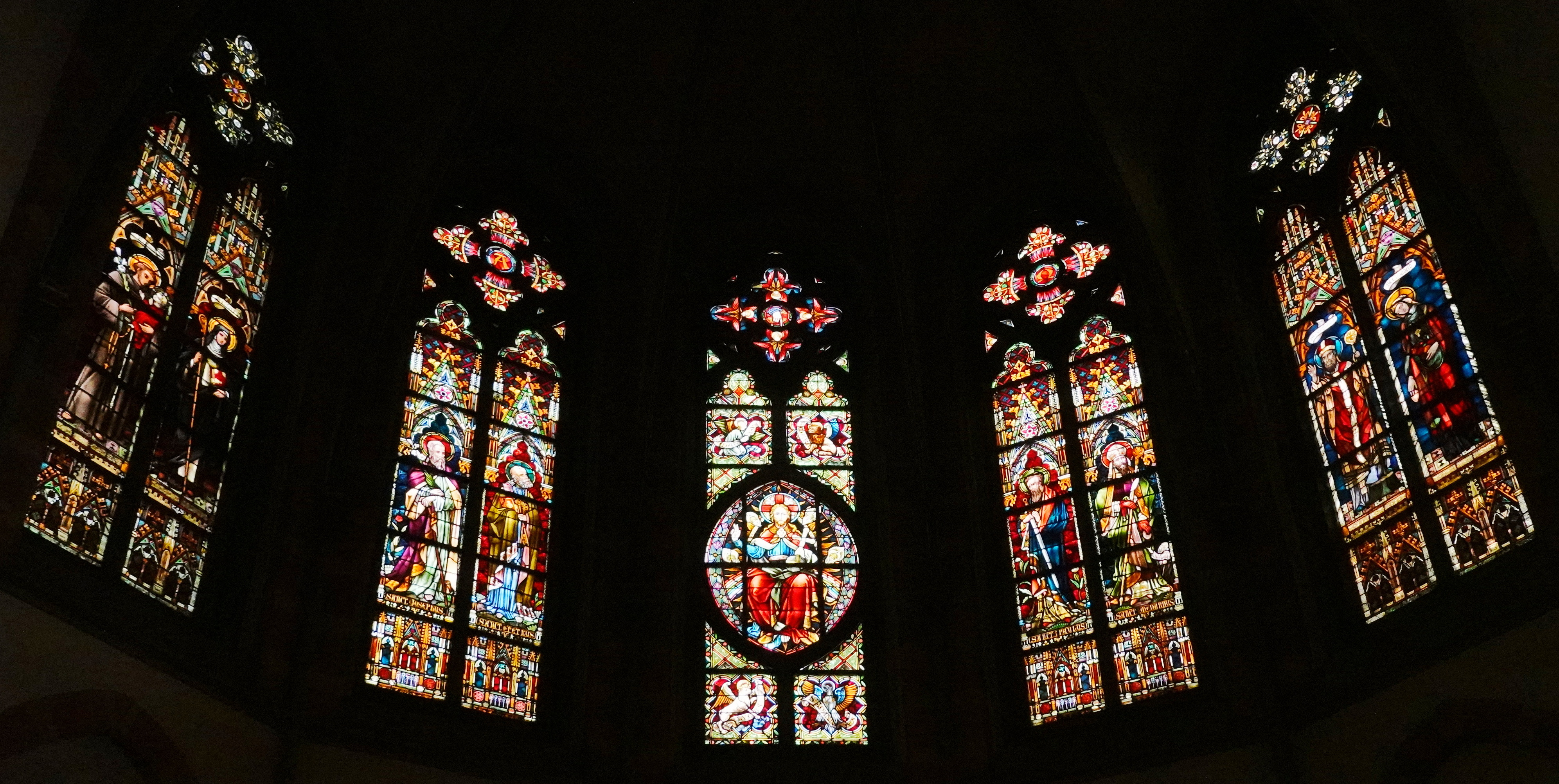
Chorfenster

Von der Werkstätte der Glasmalerei Schneiders und Schmolz wurden 1891 fünf Fenster für den Chor gefertigt. Sie wurden mit Schwarzlot und Silbergelb auf Antikglas, in Blei gefasst. Im mittleren Fenster wird Christus Pantokrator dargestellt. Die jeweils zwei Fenster links und rechts zeigen von links nach rechts gesehen St. Antonius von Padua und St. Klara von Assisi, St. Joseph von Nazaret und St. Petrus, St. Paulus und St. Medardus von Noyon und ganz rechts St. Bonifatius und St. Elisabeth von Thüringen. In der gleichen Ausführung befinden sich zwei Antikglasrosettenfenster mit den Abbildungen von St. Liborius von Le Mans und St. Elisabeth von Thüringen unter der sogenannten „Taizé-Empore“. Zehn weitere von Schneiders und Schmolz mit Schwarzlot auf Kathedralglas in Blei hergestellte Fenster sind Ornamentfenster, die nach 1891 hergestellt wurden.
Fenster über dem Hauptportal sowie rechts und links davon stammen aus dem Jahr 1928 von unbekannten Künstlern. Weitere Fenster, beispielsweise unter der Empore in der Nähe des Seiteneingangs und in der Kapelle daneben, schuf der deutsche Maler und Grafiker Ernst Otto Köpke im Jahr 1971.
Die Fenster in der südöstlichen sechseckigen Kapelle neben dem Chor stammen aus dem Jahr 1990. Künstlerin dieser Antikfenster in Blei mit Schwarzlot ist die Grafikerin Ingrid Moll-Horstmann.

## Patrozinium
Patrone der Kirche sind der Schutzpatron der Stadt Lüdenscheid Medardus und Josef von Nazareth, der Ziehvater Jesu. Ein Patrozinium Josefs ist typisch für Kirchenbauten, die während des Kulturkampfes in Deutschland neu gebaut wurden.